# Cyclaspis spectabilis
Cyclaspis spectabilis är en kräftdjursart som beskrevs av John Todd Zimmer 1908. Cyclaspis spectabilis ingår i släktet Cyclaspis och familjen Bodotriidae. Inga underarter finns listade i Catalogue of Life.